# Julio Antonio Mella
Julio Antonio Mella McPartland (né à La Havane le 25 mars 1903 et mort à Mexico le 10 janvier 1929) est l'un des fondateurs du Parti communiste cubain « internationalisé  ». Mella a étudié le droit à l'Université de La Havane jusqu'à son expulsion en 1925  et est considéré comme un héros par le gouvernement cubain actuel. Sa biographie varie selon la source consultée.

## Biographie

### Jeunesse
Julio Antonio Mella est né Nicanor McPartland à La Havane en 1903. Son père est Nicanor Mella Breá (1851–1929), tailleur et fils d'un des héros de la guerre d'indépendance de la République dominicaine, Matías Ramón Mella Castillo et sa mère une Irlandaise nommée Cecilia McPartland. Julio Mella prend d'abord son nom de son père et voyage avec son jeune frère Cecilio à la Nouvelle-Orléans pendant que sa mère est en convalescence à cause de troubles pulmonaires. Les garçons sont retournés à Cuba pour vivre avec la nouvelle épouse (et belle-mère) de son père, Mercedes Bermúdez Ferreira. Mella change son nom de Nicanor en Antonio et son jeune frère prend le nom de Nicasio Mella.
Antonio Mella fait ses études secondaires au Chandler College de Marianao, à La Havane et au Colegio Mimó. Sa belle-mère, Mercedes Bermúdez Ferreira, meurt en 1915, et après une nouvelle visite aux États-Unis en 1917, Mella retourne à Cuba à l'Université de La Havane puis à l'Academia Newton avant d'être envoyé en pensionnat au Escolapios de Guanabacoa, d'où il est renvoyé. Mella termine ses études secondaires à l'Institut public de La Havane et / ou à l'Instituto de Segunda Enseñanza de Pinar del Río, en 1921.
D'abord arrêté pendant le mouvement démocratique (1921–1924) d'Alfredo Zayas,, Mella fréquente l'Université de La Havane où son radicalisme se renforce. Les étudiants occupent de force l'Université de La Havane et cherchent à prendre le pouvoir en exigeant des changements, notamment : la modernisation des manuels scolaires, l'autonomie de l'université, la gratuité de l'enseignement pour tous,. Mella est rapidement impliqué dans la lutte contre le futur président cubain Gerardo Machado et organise la fondation officielle du Parti communiste de Cuba, dirigé par Moscou. À cette époque, il était lié aux femmes radicales Rosario Guillaume (Charito) et Sarah Pascual. Il doit quitter l'Université après avoir été arrêté et accusé d'attentat à la bombe. Après sa libération à la fin de 1925, il fuit en Amérique centrale au début de 1926, date à laquelle il est aussi expulsé du Parti communiste cubain.

### Au Mexique
Après avoir été expulsé de l'Université de La Havane, puis arrêté et libéré, Antonio Mella fuit la répression de Machado à Cuba. Il s'échappe par Cienfuegos, Cuba, atteignant le Honduras en 1926, puis le Guatemala et le Mexique. Au Mexique, il écrit pour des journaux : Cuba Libre, El Libertador, Tren Blindado ("Le train blindé", un symbole trotskyste), El Machete et le Boletín del Torcedor (qui est publié à La Havane). En 1926, il fonde l' Asociación de Nuevos Emigrados Revolucionarios Cubanos. En 1928 il est expulsé du Parti communiste mexicain. Ce dernier s'inquiète de sa volonté d'indépendance, vis-à-vis de Moscou, pour les partis communistes latino-américains et d'être proche de militants trotskistes comme Andreu Nin.

### Mort
Au moment de sa mort au Mexique, Julio Antonio Mella est un révolutionnaire marxiste cubain qui tente d'organiser le renversement du gouvernement cubain du général Gerardo Machado. Cette cause est une gêne pour le Parti communiste cubain, qui tente d'arriver au pouvoir en établissant un modus vivendi avec Machado. Ce qui dérange davantage les communistes cubains, c'est que Mella est tombé sous l'influence de Léon Trotski.
Julio Mella est assassiné le 10 janvier 1929, alors qu'il rentre chez lui tard dans la nuit avec la photographe Tina Modotti. Le gouvernement mexicain tente d'impliquer Modotti dans le meurtre, en publiant des photographies nues d'elle par Edward Weston dans le but de dresser l'opinion publique contre elle. Le muraliste Diego Rivera a joue un rôle actif en la défendant et en révélant la tentative de déstabilisation du gouvernement mexicain. On ne sait pas si Mella a été assassiné par le gouvernement dictatorial cubain, si sa mort a été provoquée par la querelle interne au Parti communiste Trotsky-Staline, ou par une combinaison de tous ces faits. Il est supposé qu'il serait mort de la main de Vittorio Vidali .

## Généalogie
|  |                                                  |  |  |  |  |  |  |  |  |  |  |  |  |  |  |  |
|  | 16. Manuel Mella Sánchez (†1829)                 |  |  |  |  |  |  |  |  |  |  |  |  |  |  |  |
|  |                                                  |  |  |  |  |  |  |  |  |  |  |  |  |  |  |  |
|  |                                                  |  |  |  |  |  |  |  |  |  |  |  |  |  |  |  |
|  | 8. Antonio Mella Álvarez (1794-1837)             |  |  |  |  |  |  |  |  |  |  |  |  |  |  |  |
|  |                                                  |  |  |  |  |  |  |  |  |  |  |  |  |  |  |  |
|  |                                                  |  |  |  |  |  |  |  |  |  |  |  |  |  |  |  |
|  | 17. Juana Álvarez Pereyra (†1819)                |  |  |  |  |  |  |  |  |  |  |  |  |  |  |  |
|  |                                                  |  |  |  |  |  |  |  |  |  |  |  |  |  |  |  |
|  |                                                  |  |  |  |  |  |  |  |  |  |  |  |  |  |  |  |
|  | 4. Matías Ramón Mella (1816–1864)                |  |  |  |  |  |  |  |  |  |  |  |  |  |  |  |
|  |                                                  |  |  |  |  |  |  |  |  |  |  |  |  |  |  |  |
|  |                                                  |  |  |  |  |  |  |  |  |  |  |  |  |  |  |  |
|  | 18. José Castillo (†1811)                        |  |  |  |  |  |  |  |  |  |  |  |  |  |  |  |
|  |                                                  |  |  |  |  |  |  |  |  |  |  |  |  |  |  |  |
|  |                                                  |  |  |  |  |  |  |  |  |  |  |  |  |  |  |  |
|  | 9. Francisca Javier Castillo Álvarez (1790-1864) |  |  |  |  |  |  |  |  |  |  |  |  |  |  |  |
|  |                                                  |  |  |  |  |  |  |  |  |  |  |  |  |  |  |  |
|  |                                                  |  |  |  |  |  |  |  |  |  |  |  |  |  |  |  |
|  | 19. Úrsula Álvarez (†1830)                       |  |  |  |  |  |  |  |  |  |  |  |  |  |  |  |
|  |                                                  |  |  |  |  |  |  |  |  |  |  |  |  |  |  |  |
|  |                                                  |  |  |  |  |  |  |  |  |  |  |  |  |  |  |  |
|  | 2. Nicanor Mella Brea                            |  |  |  |  |  |  |  |  |  |  |  |  |  |  |  |
|  |                                                  |  |  |  |  |  |  |  |  |  |  |  |  |  |  |  |
|  |                                                  |  |  |  |  |  |  |  |  |  |  |  |  |  |  |  |
|  | 20. Manuel de Brea Tejada (†1832)                |  |  |  |  |  |  |  |  |  |  |  |  |  |  |  |
|  |                                                  |  |  |  |  |  |  |  |  |  |  |  |  |  |  |  |
|  |                                                  |  |  |  |  |  |  |  |  |  |  |  |  |  |  |  |
|  | 10. José Gertrudis Brea Tejeda (1787–?)          |  |  |  |  |  |  |  |  |  |  |  |  |  |  |  |
|  |                                                  |  |  |  |  |  |  |  |  |  |  |  |  |  |  |  |
|  |                                                  |  |  |  |  |  |  |  |  |  |  |  |  |  |  |  |
|  | 21. María Merced Tejada de Soto                  |  |  |  |  |  |  |  |  |  |  |  |  |  |  |  |
|  |                                                  |  |  |  |  |  |  |  |  |  |  |  |  |  |  |  |
|  |                                                  |  |  |  |  |  |  |  |  |  |  |  |  |  |  |  |
|  | 5. María Josefa Brea Hernández (1814-1899)       |  |  |  |  |  |  |  |  |  |  |  |  |  |  |  |
|  |                                                  |  |  |  |  |  |  |  |  |  |  |  |  |  |  |  |
|  |                                                  |  |  |  |  |  |  |  |  |  |  |  |  |  |  |  |
|  | 22. José Antonio Hernández                       |  |  |  |  |  |  |  |  |  |  |  |  |  |  |  |
|  |                                                  |  |  |  |  |  |  |  |  |  |  |  |  |  |  |  |
|  |                                                  |  |  |  |  |  |  |  |  |  |  |  |  |  |  |  |
|  | 11. María Josefa Hernández Pérez (1780-1851)     |  |  |  |  |  |  |  |  |  |  |  |  |  |  |  |
|  |                                                  |  |  |  |  |  |  |  |  |  |  |  |  |  |  |  |
|  |                                                  |  |  |  |  |  |  |  |  |  |  |  |  |  |  |  |
|  | 23. Josefa Pérez                                 |  |  |  |  |  |  |  |  |  |  |  |  |  |  |  |
|  |                                                  |  |  |  |  |  |  |  |  |  |  |  |  |  |  |  |
|  |                                                  |  |  |  |  |  |  |  |  |  |  |  |  |  |  |  |
|  | 1. Julio Antonio Mella McPartland                |  |  |  |  |  |  |  |  |  |  |  |  |  |  |  |
|  |                                                  |  |  |  |  |  |  |  |  |  |  |  |  |  |  |  |
|  |                                                  |  |  |  |  |  |  |  |  |  |  |  |  |  |  |  |
|  | 6. Thomas McPartland                             |  |  |  |  |  |  |  |  |  |  |  |  |  |  |  |
|  |                                                  |  |  |  |  |  |  |  |  |  |  |  |  |  |  |  |
|  |                                                  |  |  |  |  |  |  |  |  |  |  |  |  |  |  |  |
|  | 3. Cecilia McPartland (1882–?)                   |  |  |  |  |  |  |  |  |  |  |  |  |  |  |  |
|  |                                                  |  |  |  |  |  |  |  |  |  |  |  |  |  |  |  |
|  |                                                  |  |  |  |  |  |  |  |  |  |  |  |  |  |  |  |
|  | 7. Rose Reilly                                   |  |  |  |  |  |  |  |  |  |  |  |  |  |  |  |
|  |                                                  |  |  |  |  |  |  |  |  |  |  |  |  |  |  |  |
|  |                                                  |  |  |  |  |  |  |  |  |  |  |  |  |  |  |  |

## Meurtre de Julio Mella
De nombreux meurtres politiques, souvent sous mandat communiste et trotskystes  ont été attribués à la « main sanglante » de Vittorio Vidali. En dehors de Cuba, le meurtre de Julio Mella en fait partie. Le triangle amoureux de Mella, Vidali et Modotti est immortalisé dans la murale de Diego Rivera « Dans l'Arsenal ». L'extrême-droite [de face] de la fresque montre la photographe et actrice de cinéma muet Tina Modotti tenant une ceinture de munitions. Le visage de Vidali, en partie caché, regarde avec méfiance sous un chapeau noir au-dessus son épaule, tandis que Modotti regarde Julio Antonio Mella (montré avec un chapeau de couleur claire).
Étant donné la proximité de Diego Rivera avec les personnes impliquées, certains considèrent cette fresque comme une preuve de l'implication de Vidali et Rivera dans l'assassinat de Julio Mella et cette œuvre d'art est considérée par beaucoup comme liée à l'expulsion de Rivera du Parti communiste mexicain.
L'assassinat de Julio Antonio Mella illustre la complexité de ces temps et démontre l'habileté de Vittorio Vidali à brouiller et à couvrir ses traces. Officiellement, José Agustín López (qui n'aurait aucune affiliation politique particulière) a été inculpé du meurtre de Mella, mais deux autres tueurs connus, José Magriñat et Antonio Sanabría, ont également été soupçonnés. La police enquêtant sur ce crime a reçu des rapports contradictoires de témoins oculaires. Dans une version, Mella et Modotti marchaient seuls, dans une autre, Vidali aurait marché avec Mella et Tina Modotti. Comme Mella a été exécuté à bout portant, ni Modotti ni Vidali n'ont été blessés. Modotti a donné un faux nom aux enquêteurs et la police se méfie de son alibi. Modotti a été arrêtée et libérée. Magriñat, qui avait également été arrêté, a été ensuite libéré, puis finalement tué à Cuba par des communistes en 1933 (Albers, 2002).
La position officielle du gouvernement cubain actuel est toujours que Mella a été tué sur ordre de Gerardo Machado, mais admet que Tina Modotti était un agent stalinien qui opérait dans divers pays. Pourtant, il y en a même à Cuba qui semblent croire que Vidali soit l'assassin,. Pour ajouter au mystère, selon Albers (2002), Magriñat et Diego Rivera, qui venaient de rentrer de Cuba, avaient prévenu Mella qu'il était en danger. Mella avait rejoint le Parti communiste seulement deux semaines avant sa mort, bien que cette circonstance, comme beaucoup d'autres choses liées à Vidali, reste trouble.

## Funérailles et symbolisme

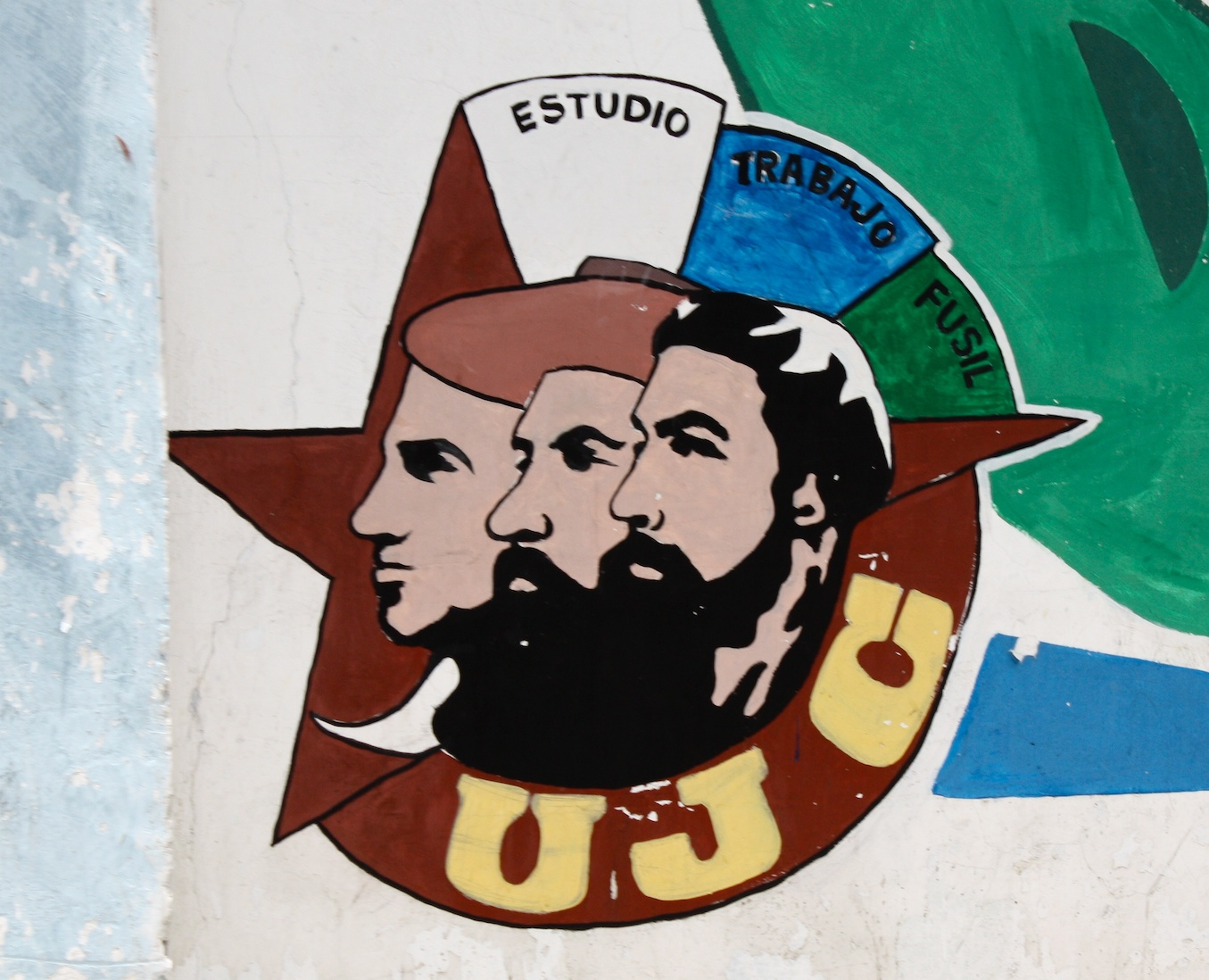
Logo de la Young Communist League (UJC) sur un mur à La Havane. Il montre (de gauche à droite) les visages stylisés de Julio Mella, Camilo Cienfuegos et Che Guevara.

Le 29 septembre 1933, les troupes de Fulgencio Batista, moins d'un mois au pouvoir, répriment une manifestation qui réclame l'enterrement de ses cendres à La Havane. Six personnes ont été abattues dans des circonstances confuses. Un petit parc sur la rue Infanta, près du club d'échecs José Raúl Capablanca, commémore cet événement.
Le buste de Mella (remplacé par un obélisque beaucoup plus grand) se tenait dans un petit parc sur l'avenue San Lazaro légèrement à l'est et en aval de l'Université de La Havane et fait l'objet d'une vénération marxiste.
À Caimito, une petite ville de la province d'Artemisa, il y a un camp appelé Campamento Internacional Julio Antonio Mella en son honneur. La ville de Mella, dans la province de Santiago de Cuba, porte son nom.

## Fondation du Parti communiste cubain «internationalisé»
Dès le début de la République cubaine, Cuba est le siège de divers partis communistes et / ou anarchistes, en particulier à La Havane et dans la partie orientale de l'île. Le premier a probablement été fondé en 1906 près de Manzanillo par Agustín Martín Veloz (Martinillo).
Le premier parti communiste «internationalisé» de Cuba est formé dans les années 1920 lorsque Gerardo Machado devient président puis dictateur. Cette organisation serait liée à plusieurs fronts, dont la ligue anti-impérialiste et son analogue anticléricale. Ce parti est officiellement reconnu par Moscou en 1925. Des contacts avec Moscou auraient été établis dans un restaurant situé au rez-de-chaussée du 687, rue Compostelle, au coin de la rue Luz à La Havane.
Les fondateurs du Parti communiste cubain sont répertoriés comme étant : Julio Antonio Mella, Juan Marinello, Alejandro Barreiro, Carlos Baliño, Alfonso Bernal del Riesgo, Jesús Menéndez, Carlos Rafael Rodríguez, Lázaro Peña, Blas Roca, Rubén Martínez Villena, Anibal Escalante, Emilio Roig et Fabio Grobart.
Fabio Grobart (alias Abraham Semjovitch; Alberto Blanco) est né à Bialystok, en Pologne, en 1905 et mort à Cuba. 22 octobre 1994. Il était membre du Komintern et était souvent considéré comme un chef secret des communistes nommé par Moscou dans la région des Caraïbes,,. Mella a utilisé les pseudonymes Cuauhtémoc Zapata, Kim (El Machete) et Lord McPartland dans ses écrits. Blas Roca est né Francisco Calderío.
Alejandro Barreiro est parfois considéré comme un anarchiste  bien que le Parti communiste de Cuba le revendique comme un des leurs. Barriero serait devenu fou en 1929 lorsque la police mexicaine a fouillé sa maison et violé ses filles. Les divers pseudonymes de certains de ces acteurs comportent souvent des références historiques. Par exemple, Fabio ou, en anglais, Fabian fait référence à un consul romain qui a utilisé des tactiques furtives, et Fabian Socialism était un mouvement socialiste anglais, auquel George Bernard Shaw appartenait et qui prônait un changement démocratique.
Le Parti communiste cubain a été rebaptisé Parti socialiste populaire pour des raisons électorales. Sa politique a été dictée par Moscou. À un moment donné, il a soutenu la dictature de Gerardo Machado et ensuite Fulgencio Batista, dans le gouvernement duquel le Dr Juan Marinello et Carlos Rafael Rodriguez étaient des ministres sans portefeuille. Bien que le soutien communiste secret ait été accordé à Castro et Che Guevara dans la Sierra Maestra, le Parti socialiste populaire a critiqué la montée au pouvoir de Fidel Castro jusqu'à l'été 1958.

## Voir également
- Histoire de Cuba
- Parti communiste de Cuba